# Áp lực nước lỗ rỗng
Áp lực nước lỗ rỗng là áp lực của nước ngầm tồn tại trong các lỗ rỗng hay các kẽ hở của các hạt đất hoặc đá. Áp lực nước lỗ rỗng bên dưới mực nước ngầm  được xác định bằng các thủy áp kế. Sự phân bố áp lực nước lỗ rỗng theo phương thẳng đứng trong tầng ngậm nước về tổng thể có thể xem như gần giống với áp lực thủy tĩnh.
Trong đới không bão hòa ("đới thấm nước"), áp lực lỗ rỗng được xác định bằng tính mao dẫn  và cũng được gọi là sức căng, sức hút hoặc áp lực kết dính. Áp lực nước lỗ rỗng trong điều kiện không bão hòa được đo bằng máy đo độ căng, hoạt động bằng cách cho phép nước lỗ rỗng ở trạng thái cân bằng với một chỉ báo áp suất tham chiếu thông qua một cốc gốm thấm được, được đặt tiếp xúc với đất.
Áp lực nước lỗ rỗng là quan trọng trong việc tính toán trạng thái ứng suất của đất trong cơ học đất, từ biểu thức tính ứng suất hiệu dụng của đất của Terzaghi.

## Áp lực nước lỗ rỗng dưới mực nước ngầm
Các tác động sức đẩy nổi của nước có ảnh hưởng lớn đến một số tính chất của đất, chẳng hạn như ứng suất hiệu dụng tại bất kỳ điểm nào trong môi trường đất. Xem xét một điểm tùy ý ở độ sâu 5 mét dưới mặt đất. Trong đất khô, các hạt đất tại điểm này chịu tổng ứng suất phía trên bằng độ sâu dưới mặt đất (5 mét) nhân với trọng lượng riêng của đất. Tuy nhiên, khi chiều cao mực nước địa phương nằm trong khoảng 5 mét, tổng ứng suất cảm thấy ở 5 mét dưới bề mặt bị giảm đi một lượng bằng tích số của chiều cao mực nước trong khu vực 5 mét này với trọng lượng riêng của nước là 9,81 kN/{\displaystyle m^{3}}. Tham số này được gọi là ứng suất hiệu dụng của đất, về cơ bản bằng hiệu số của tổng ứng suất và áp lực nước lỗ rỗng của đất. Áp lực nước lỗ rỗng rất cần thiết trong việc phân biệt tổng ứng suất của đất với ứng suất hiệu dụng của nó. Một đại diện chính xác của ứng suất trong đất là cần thiết để tính toán thực địa chính xác trong nhiều ngành nghề kỹ thuật.

### Phương trình tính toán
Khi không có dòng chảy, áp suất lỗ rỗng ở độ sâu hw phía dưới bề mặt nước là:
{\displaystyle p_{s}=g_{w}h_{w}}
trong đó:
- {\displaystyle p_{s}} áp lực nước lỗ rỗng bão hòa (kPa).
- {\displaystyle h_{w}} là độ sâu dưới mực nước (m).
- {\displaystyle g_{w}} là trọng lượng đơn vị của nước ({\displaystyle kN/m^{3}}), với {\displaystyle g_{w}=9,81kN/m^{3}} (đơn vị đo lường Anh bằng {\displaystyle 62,43lb/ft^{3}}).[2]

### Phương pháp và tiêu chuẩn đo lường
Phương pháp tiêu chuẩn để đo áp lực nước lỗ rỗng dưới mực nước sử dụng thủy áp kế để đo chiều cao mà một cột chất lỏng dâng lên chống lại trọng lực; tức là áp suất tĩnh (hoặc đầu đo áp) của nước ngầm ở một độ sâu cụ thể. Các thủy áp kế thường sử dụng các bộ chuyển đổi áp suất điện tử để cung cấp dữ liệu. Cục Cải tạo Hoa Kỳ có một tiêu chuẩn để theo dõi áp lực nước trong một khối đá bằng thủy áp kế. Nó là tiêu chuẩn ASTM D4750, "Phương pháp thử nghiệm tiêu chuẩn để xác định mức chất lỏng dưới bề mặt trong lỗ khoan hoặc giếng giám sát (giếng quan sát)".

## Áp lực nước lỗ rỗng trên mực nước
Tại bất kỳ điểm nào trên mực nước, trong vùng thấm nước, ứng suất hiệu dụng xấp xỉ bằng tổng ứng suất, như được chứng minh bằng nguyên tắc Terzaghi. Trên thực tế, ứng suất hiệu dụng lớn hơn tổng ứng suất, vì áp lực nước lỗ rỗng trong các loại đất bão hòa một phần này thực sự là âm. Điều này chủ yếu là do sức căng bề mặt của nước lỗ rỗng trong các chỗ trống rỗng trong khắp vùng thấm nước gây ra hiệu ứng hút lên các hạt xung quanh, tức là sức hút kết dính. Tác động mao dẫn này là "sự di chuyển lên của nước trong vùng thấm nước". Khi năng lượng nước lấp đầy lỗ rỗng, chẳng hạn như sau trận mưa lớn, làm giảm sức hút kết dính, tuân theo mối quan hệ được mô tả bởi đường cong đặc trưng của nước trong đất (SWCC), dẫn đến giảm độ bền cắt của đất và giảm độ ổn định của độ dốc. Các hiệu ứng mao dẫn trong đất phức tạp hơn trong nước tự do vì không gian trống rỗng được kết nối ngẫu nhiên và giao thoa hạt mà qua đó nước chảy qua; không phụ thuộc vào điều đó, chiều cao của vùng dâng mao dẫn này (trong đó áp lực nước lỗ rỗng âm nói chung đạt cực đại) có thể được xấp xỉ gần đúng bằng một phương trình đơn giản. Chiều cao của sự dâng mao dẫn tỷ lệ nghịch với đường kính của không gian trống rỗng tiếp xúc với nước. Do đó, không gian trống rỗng càng nhỏ, nước sẽ càng dâng cao hơn do lực căng. Đất cát bao gồm nhiều vật liệu thô hơn, có nhiều chỗ trống rỗng hơn, và do đó có xu hướng có vùng mao dẫn nông hơn nhiều so với các loại đất kết dính nhiều hơn, chẳng hạn như đất sét và đất bùn.

### Phương trình tính toán
Nếu mực nước ngầm ở độ sâu {\displaystyle d_{w}} trong đất hạt mịn, thì áp lực lỗ rỗng ở mặt đất là:
{\displaystyle p_{g}=-g_{w}d_{w}},
trong đó:
- {\displaystyle p_{g}} là áp lực nước lỗ rỗng không bão hòa ở mặt đất (kPa).
- {\displaystyle g{w}} là trọng lượng đơn vị của nước (kN / {\displaystyle m^{3}}), với {\displaystyle g_{w}=9,81kN/m^{3}}.
- {\displaystyle d_{w}} là độ sâu của mực nước (m).

và áp lực lỗ rỗng ở độ sâu z bên dưới bề mặt là:
{\displaystyle p_{u}=g{w}(z-d{w})},
trong đó
- {\displaystyle p_{u}} là áp lực lỗ rỗng không bão hòa tại điểm z dưới mặt đất.
- {\displaystyle z} là độ sâu dưới mặt đất.

### Phương pháp và tiêu chuẩn đo lường
Máy đo độ căng là một dụng cụ được sử dụng để xác định thế năng nước kết dính {\displaystyle \Psi _{w}} (sức căng độ ẩm của đất) trong vùng thấm nước. Tiêu chuẩn ISO "Soil quality — Determination of pore water pressure — Tensiometer method", ISO 11276:1995" ("Chất lượng đất — Xác định áp lực nước lỗ rỗng — Phương pháp đo độ căng", ISO 11276: 1995") mô tả các phương pháp xác định áp lực nước lỗ rỗng (đo điểm) trong đất không bão hòa và bão hòa bằng máy đo độ căng. Có thể áp dụng đối với các đo đạc tại chỗ trên thực địa và, ví dụ như các lõi đất, được sử dụng trong các kiểm tra thực nghiệm. Nó định nghĩa áp lực nước lỗ rỗng là "tổng áp lực kết dính và khí nén".
Tiêu chuẩn BS 7755-5.1: 1996 Soil quality — Determination of pore water pressure — Tensiometer method của Vương quốc Anh là đồng nhất với ISO 11276:1995.

### Áp lực kết dính
Lượng công phải được thực hiện để vận chuyển thuận nghịch và đẳng nhiệt một lượng nước vô cùng nhỏ, có thành phần giống hệt với nước trong đất, từ một hồ nước ở độ cao và áp suất khí bên ngoài của điểm được xem xét, thành nước trong đất tại điểm đang xem xét, chia cho thể tích của lượng nước được vận chuyển.

### Áp suất khí nén
Lượng công phải được thực hiện để vận chuyển thuận nghịch và đẳng nhiệt một lượng nước vô cùng nhỏ, có thành phần giống hệt với nước trong đất, từ một hồ nước ở áp suất khí quyển và ở độ cao của điểm đang xem xét, thành một hồ tương tự tại áp suất khí bên ngoài của điểm đang xem xét, chia cho thể tích của lượng nước được vận chuyển.

## Nguyên tắc chung
Áp lực nước lỗ rỗng phát sinh là do:
- Chênh lệch độ cao của nước: Nước chảy từ độ cao lớn hơn xuống độ cao nhỏ hơn và gây ra một đầu tốc độ, hoặc với dòng nước, như được minh họa trong các phương trình năng lượng của Bernoulli.
- Áp lực nước thủy tĩnh: Sinh ra từ trọng lượng của vật liệu phía trên điểm đo.
- Áp suất thẩm thấu: Tập hợp không đồng nhất của các nồng độ ion, gây ra một lực trong các hạt nước do chúng hấp dẫn theo các quy luật hấp dẫn phân tử.
- Áp suất hấp thụ: Sự hấp dẫn của các hạt đất xung quanh với nhau bằng các màng nước hấp phụ.
- Lực hút kết dính: Đặc điểm xác định của đất chưa bão hòa, thuật ngữ này tương ứng với áp lực mà đất khô áp lên vật liệu xung quanh để cân bằng độ ẩm trong khối đất chung và được định nghĩa là chênh lệch giữa áp suất không khí lỗ rỗng {\displaystyle (u_{a})} và áp lực nước lỗ rỗng {\displaystyle (u_{w})}.[11]